# Десантні транспорти-доки типу «Відбі Айленд»
Десантні транспорти-доки класу «Відбі Айленд» (англ. Landing Ship Dock, LSD) — серія з восьми десантних кораблів, що були збудовані у 1980-х роках для Військово-морських сил США. Для десантування 504 морських піхотинців і військової техніки на борту кораблів розміщено 4 судна на повітряній подушці LCAC та на палубі є посадкове місце для гелікоптера. 32 LCAC на цій серії кораблів становлять значну частину суден цього класу флоту США.
На їхній базі збудували чотири десантні кораблі-доки класу «Гарперс Феррі» із зменшеною вдвічі десантною палубою.

## Історія

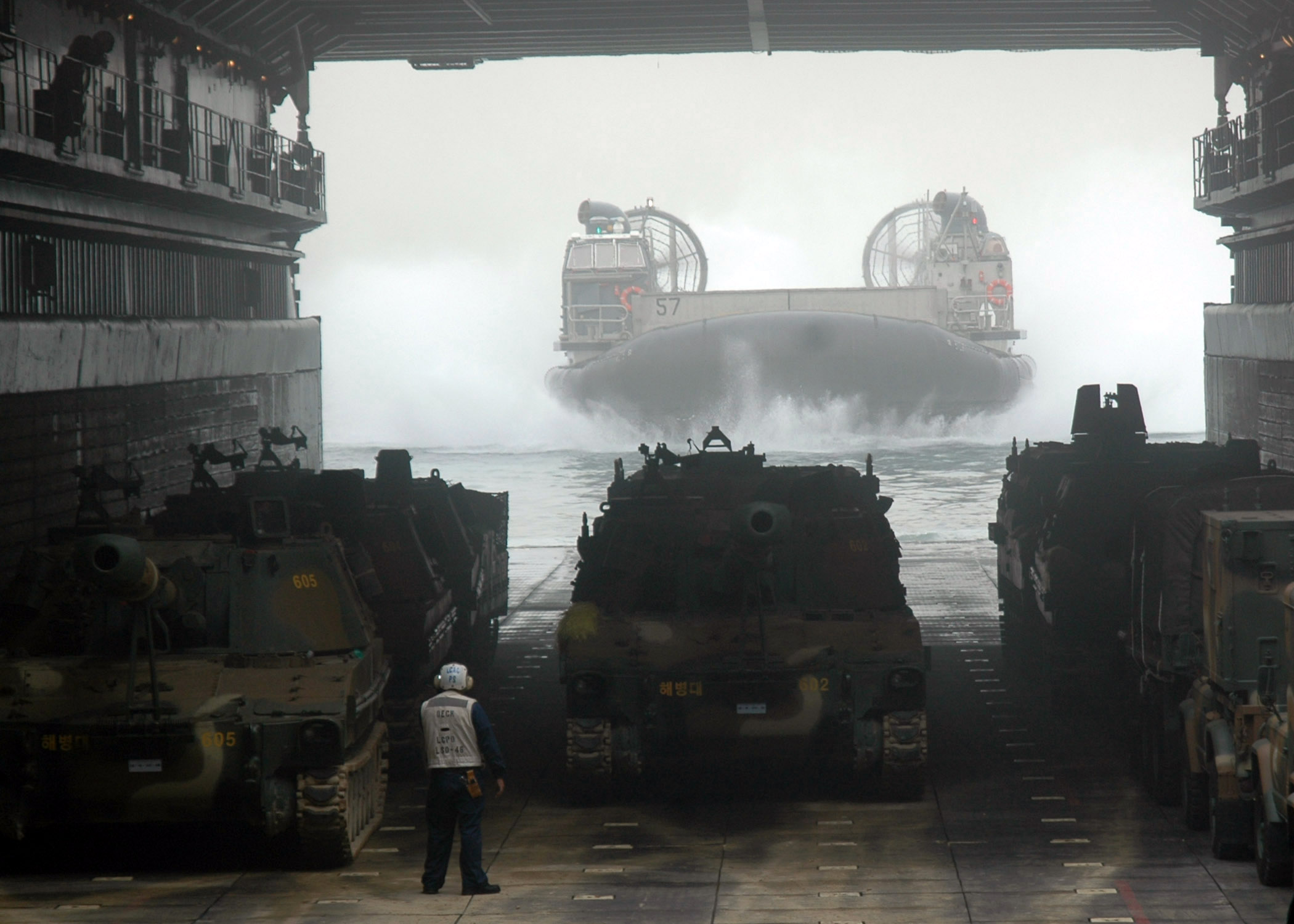
Десантна палуба USS Tortuga (LSD-46)

Даний тип кораблів почали розробляти у 1970-х роках як новий тип десантних кораблів ВМС США. Спочатку будівництво цих кораблів підтримав Конгрес США, але через нестачу коштів ніяк не могли розпочати будівництво. Лише за правління Рональда Рейгана їх почали будувати в ході програми «Флот з 600 кораблів» на основі проєкту кораблів класу Anchorage/ 1985 перший корабель цього класу увійшов до складу флоту, а 1992 останній. Кораблям присвоїли назви на честь історичних місць з ранньої історії США. Вони повинні були замінити кораблі класу Thomaston, що були збудовані у 1954/57 роках. До 2024 їх повинні за планом вивести із складу флоту після 40-річної служби, замінюючи з 2020 12 кораблями проєкту LSD(X). З 2008 кораблі цього класу почали модернізувати, але через економію бюджетних коштів розглядалось питання їхнього дострокового виведення із складу флоту у 2013/14 роках.

## Конструкція

Завантаження LCU 1681 у затоплену десантну палубу USS Comstock (LSD 45)

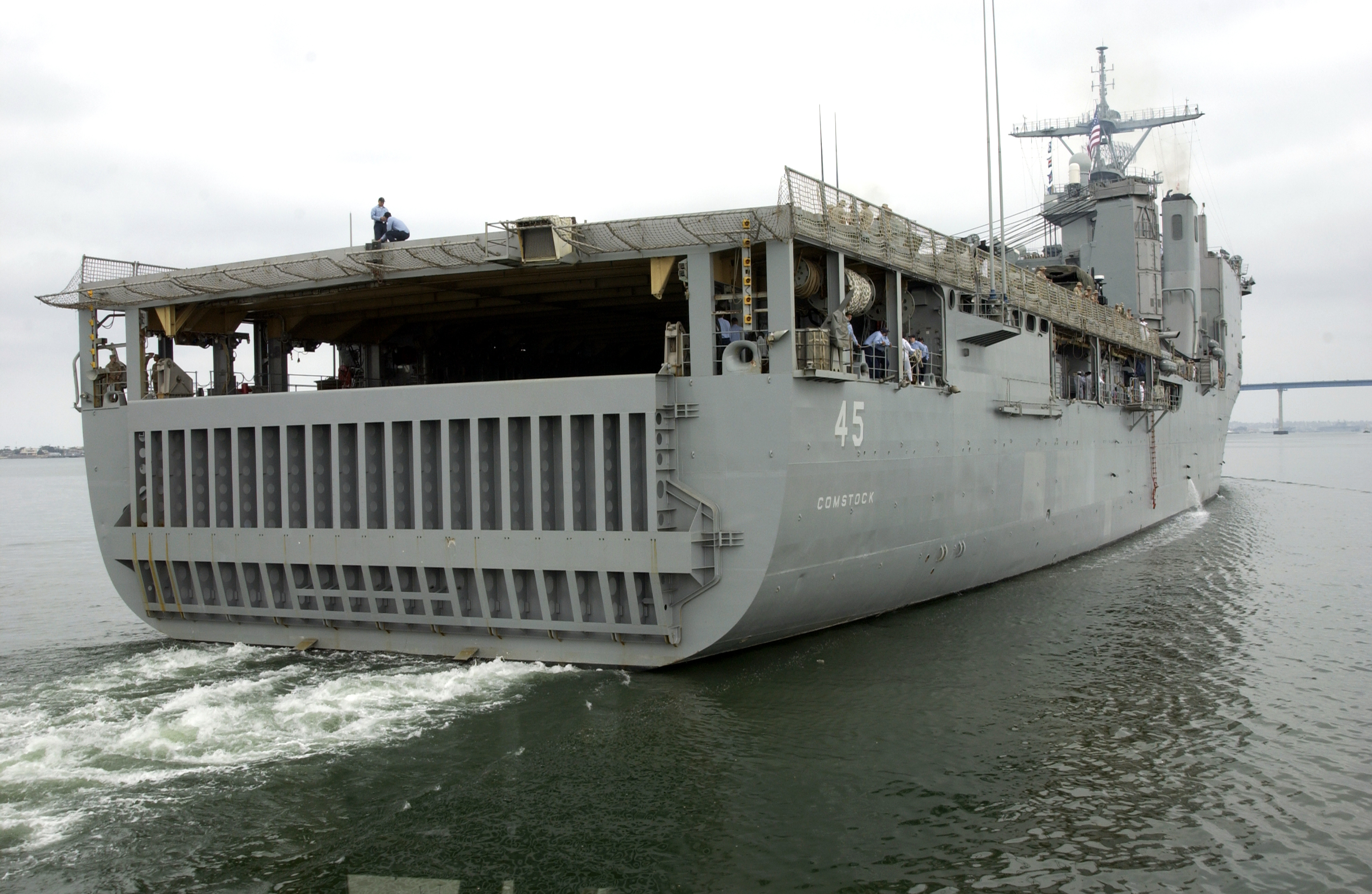
Кормова аппарель USS Comstock (LSD 45)

Корпуси кораблів цього класу повністю виконано з сталі через її вищу стійкість до високих температур в час пожежі від застосовуваних раніше легких сплавів на основі алюмінію. Передню третину корабля займають надбудова, машинне відділення, кабіни екіпажу, десанту, вантажні палуби. За надбудовою встановлено 60- і 20-тонні крани для завантаження десантної палуби.
Десантна палуба (англ. Welldeck) (134 м × 15 м) площею 2010 м² є найбільшою серед аналогічних кораблів флоту США. Крім неї у кораблях передбачено ще 149 м³ для складування контейнерів, піддонів і 1214 м² для паркування техніки. Підпалубний простір завантажується за допомогою кранів, а десантна палуба може завантажуватись через кормову апарель з води. Для заїзду і виїзду з неї машин-амфібій, десантних кораблів десантний док набирає 12.000 т забортної води, занурюючи десантну палубу на 3 м. Спеціальний бар'єр дозволяє затоплювати лише частину палуби, залишаючи другу частину зневодненою. На палубі можливо ремонтувати машини-амфібії. на верхній палубі є дві площі для посадки гелікоптерів, конвертопланів, але відсутній ангар для їхнього перевезення, обслуговування.
Крім 413 членів екіпажу може прийняти додатково 504 особи — 402 піхотинців і при потребі 102 морських піхотинців. Також на кораблях розміщується шпиталь для медичного догляду.

Посадка конвертоплану MV-22B Osprey на USS Ashland (LSD 48)

Розміри палуби були продиктовані розмірами чотирьох суден LCAC (при потребі перед палубою можна поставити ще п'ятого), які вперше у флоті застосували на цьому класі кораблів. Крім них на палубі можна розмістити 3 LCU, 10 LCM-8, 21 LCM-6, до 64 AAV-P7.
У моторному відділенні встановлено чотири 16-циліндрові дизелі Colt Industries, що попарно приводять в рух два п'ятилопатеві гребні гвинти (30.000 к.с. на вал). Лопаті гвинтів можуть змінювати своє положення, що полегшує маневрування при десантуванні з кораблів. Чотири дизельгенератори Fairbanks, Morse and Company потужністю по 1,3 МВт надають кораблям електроенергію. Кораблі розвивають швидкість більше 20 вузлів і при 20 вузлах можуть пройти без дозаправки 8000 м. миль.
Для відбиття потенційного нападу малих кораблів, моторних човнів біля узбережжя, у портах встановлено 6×12,7-мм кулеметів Browning M2, дві 25-мм автоматичні гармати M242 Bushmaster. Проєкт встановлення 203-мм гармати Mark-71. Також на них встановили 2 артилерійські системи типу Phalanx CIWS для враження протикорабельних ракет, літаків. При модернізації 1990-х років було добавлено дві стартові системи RIM-116 Rolling Airframe Missile для 21 ракети кожна ракет класу «земля-повітря». Для протидії ракетам служить система Mark 36 SRBOC, проти торпед AN/SLQ-25 Nixie.
Для контролю повітряного простору встановлено радар AN/SPS-49 компанії Raytheon, поверхні моря AN/SPS-67 корпорації Northrop Grumman, навігації AN/SPS-64, радіоелектронної боротьби AN/SLQ-32.

## Джерела

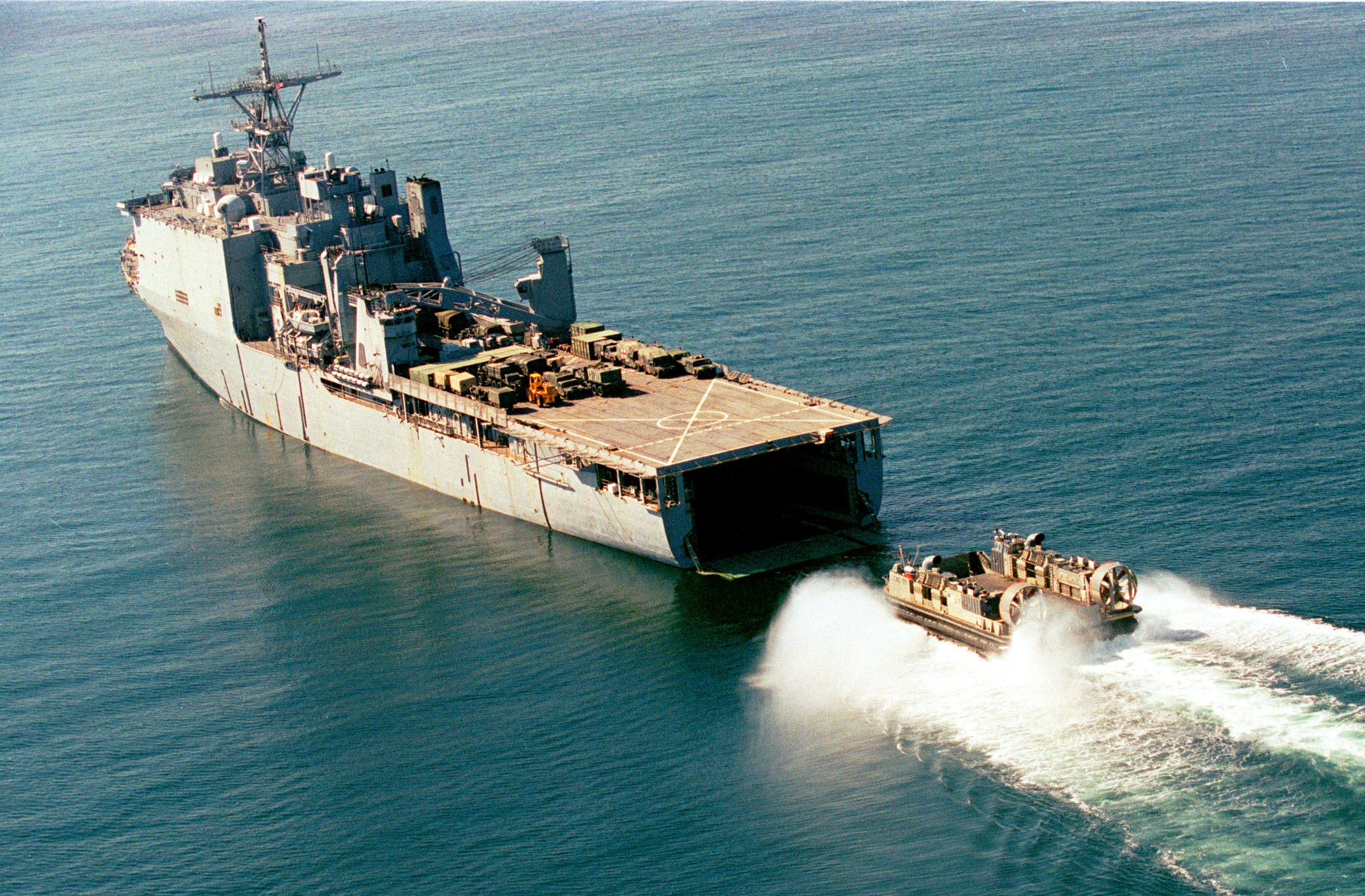
Завантаження судна на повітряній подушці LCAC

## Кораблі класу Whidbey Island
|   |                 |        |                       |               |                |                    |        |  |
| № | Назва           | Номер  | Корабельня            | Спуск на воду | Порт приписки  | Зачислено до флоту | Статус |  |
| 1 | «Відбі Айленд»  | LSD-41 | Lockheed Shipbuilding | 10.06.1983    | Літтл-Крік     | 09.02.1985         | діючий |  |
| 2 | «Джермантаун»   | LSD-42 | Lockheed Shipbuilding | 29.06.1984    | Сасебо, Японія | 08.02.1986         | діючий |  |
| 3 | «Форт Макгенрі» | LSD-43 | Lockheed Shipbuilding | 01.02.1986    | Літтл-Крік     | 08.08.1987         | діючий |  |
| 4 | «Ґанстон-голл»  | LSD-44 | Avondale Shipbuilding | 27.06.1987    | Літтл-Крік     | 22.04.1989         | діючий |  |
| 5 | «Комсток»       | LSD-45 | Avondale Shipbuilding | 16.01.1988    | Сан-Дієго      | 03.02.1990         | діючий |  |
| 6 | «Тортуга»       | LSD-46 | Avondale Shipbuilding | 15.09.1988    | Літтл-Крік     | 17.11.1990         | діючий |  |
| 7 | «Рашмор»        | LSD-47 | Avondale Shipbuilding | 06.05.1989    | Сан-Дієго      | 01.06.1991         | діючий |  |
| 8 | «Ашленд»        | LSD-48 | Avondale Shipbuilding | 11.11.1989    | Сасебо, Японія | 09.05.1992         | діючий |  |